# Sadaijin
Sadaijin (jap. 左大臣, historische Kun-Lesung Hidari no Ohoimauchigimi oder Hidari no Otodo), meist als „Kanzler zur Linken“ übersetzt, war ein Regierungsamt im Japan der späten Nara- und Heian-Zeit. Es wurde 702 durch den Taihō-Kodex als Teil der Daijō-kan-Struktur geschaffen.
Der Sadaijin war der oberste Staatsminister, dem die Aufsicht über alle Zweige des Staatsministeriums (太政官, Daijō-kan) oblag, das alle weltlichen Angelegenheiten des Reiches regelte. Der Udaijin (Minister zur Rechten) war sein Stellvertreter.
Im System des Daijō-kan, stand der Sadaijin in Macht und Einfluss nur unter dem Daijō Daijin (Großminister oder Großkanzler). Oft hatte ein Mitglied der Familie Fujiwara diesen einflussreichen Posten inne, um den Einfluss und die Macht dieser Familie zu rechtfertigen und auszuüben.
Der Sadaijin verlor mit der gesamten Daijō-kan-Struktur über das 10. und 11. Jahrhundert allmählich an Macht, da die Fujiwara die Politik mehr und mehr dominierten. Das System war zum Ende des 12. Jahrhunderts bereits machtlos, als die Kriegerfamilie der Minamoto dem Hofadel (Kuge) die Kontrolle des Landes entrissen.

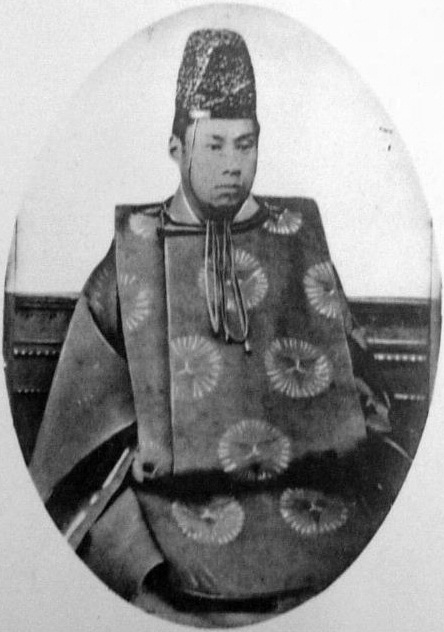
Prinz Arisugawa Taruhito, bis 1885 der letzte Träger des Titels Sadaijin

Das über Jahrhunderte nur zeremonielle Daijō-kan wurde zu Beginn der Meiji-Ära für kurze Zeit wiederbelebt, bevor es durch eine moderne Verwaltung nach westlichem Vorbild ersetzt wurde. Der letzte Sadaijin war SKH Prinz Arisugawa Taruhito bis 1885, als der Meiji-Kaiser die Regierung modernisierte und das Amt des Premierministers von Japan (内閣総理大臣, naikaku sōri daijin) schuf und den Titel Sadaijin offiziell abschaffte.

## Quelle
- Sansom, George: A History of Japan to 1334. Stanford University Press, Stanford, California 1958